# 스베토자르 츠베트코비치

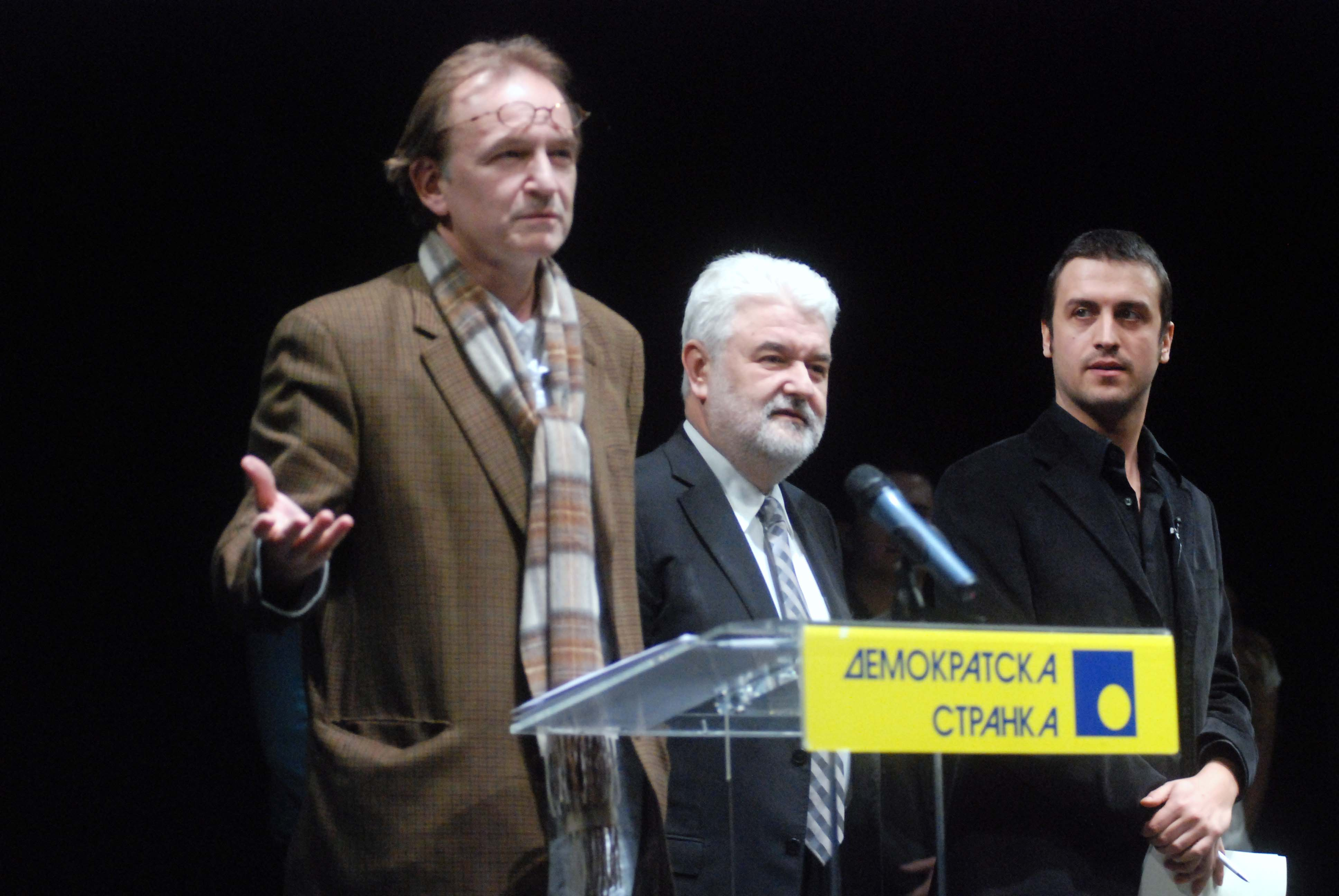

스베토자르 츠베트코비치(세르비아어: Светозар Цветковић , Svetozar Cvetković, 1958년 6월 20일~)는 세르비아의 배우, 영화 프로듀서이다.
베오그라드에서 태어났다.

## 출연 작품

### 영화
- 더 피아노 룸 (2014년)
- 하우 아이 워즈 스톨런 바이 더 절먼스 (2011년)
- 순회공연 (2008년)
- 더 리젝 (2007년)
- 어웨이크닝 프롬 더 데드 (2005년)
- 황금 계곡의 여름 (2003년)
- 라버런스 (2002년)
- 모텔 휠스 (1999년)
- 파란 피 (1996년)
- 부코바 (1994년)
- 정오에 목욕하는 고릴라 (1993년)
- 기적의 시대 (1989년)
- 발트 하임의 음모 (1989년)